# サンダーマシーン
サンダーマシーンとは、雷鳴の擬音を鳴らすために使用される楽器である。大太鼓の中に、木やフェルトなどでできた固い小玉を入れたもので、太鼓を回転させて小玉を羊皮に打たせるという演奏法を用いる。主にオーケストラの演奏会で用いられる。
類似の楽器に、枠に吊るした薄い金属板を手で振動を与えたり叩いたりして鳴らすサンダーシートというものもある。見た目のインパクトがあるが、音ははっきりしない。リヒャルト・シュトラウス作曲「アルプス交響曲」、グロフェ作曲グランドキャニオン組曲に使用例がある。
それ以外に雷の効果音を出す方法として、以下の方法がある。
- 長い木の筒の中に鉄の玉を落とし込む。
- 小石を金属製の容器に落とす。
- 歌舞伎では、雷車というそろばんを巨大化させた様な物を用いる。
- 録音した雷の音を再生する。